# Ljubljana Street Art Festival
Ljubljana Street Art Festival je mednarodni festival street art ulične umetnosti v Sloveniji, ki se odvija v Ljubljani. Osnovna ideja festivala enotedenskega festivala je združevanje street arta, grafitov in intervencij v javnem prostoru skozi različne oblike sodelovanj in predstavitev.

## O festivalu
Festival je bil prvič organiziran poleti 2019 v središču alternativne kulture AKC Metelkova mesto. Po mnenju tednika Mladina
Ljubljana Street Art Festival priča o izjemnem bogastvu in pestrosti lokalne poulične umetniške krajine in njenega političnega naboja. Festival ne samo predstavlja vizualno plat ulične produkcije, temveč spodbuja teoretično raziskovanje v sodobni slovenski likovni umetnosti v obliki mednarodne znanstvene konference in tematskih pogovorov.
Festival ponuja okrogle mize, razstave, ustvarjalne delavnice, koncerte in vodene sprehode po različnih lokacijah po Ljubljani.
Organizira ga Inštitut za urbana vprašanja. V letu 2019 je bil izvedena prva edicija festivala. 